# (43882) Maurivicoli
(43882) Maurivicoli est un astéroïde de la ceinture principale.

## Description
(43882) Maurivicoli est un astéroïde de la ceinture principale. Il fut découvert le 7 mars 1995 à San Marcello Pistoiese par Luciano Tesi et Andrea Boattini. Il présente une orbite caractérisée par un demi-grand axe de 2,42 UA, une excentricité de 0,07 et une inclinaison de 7,2° par rapport à l'écliptique.

## Compléments